# Sint-Maria Pomp

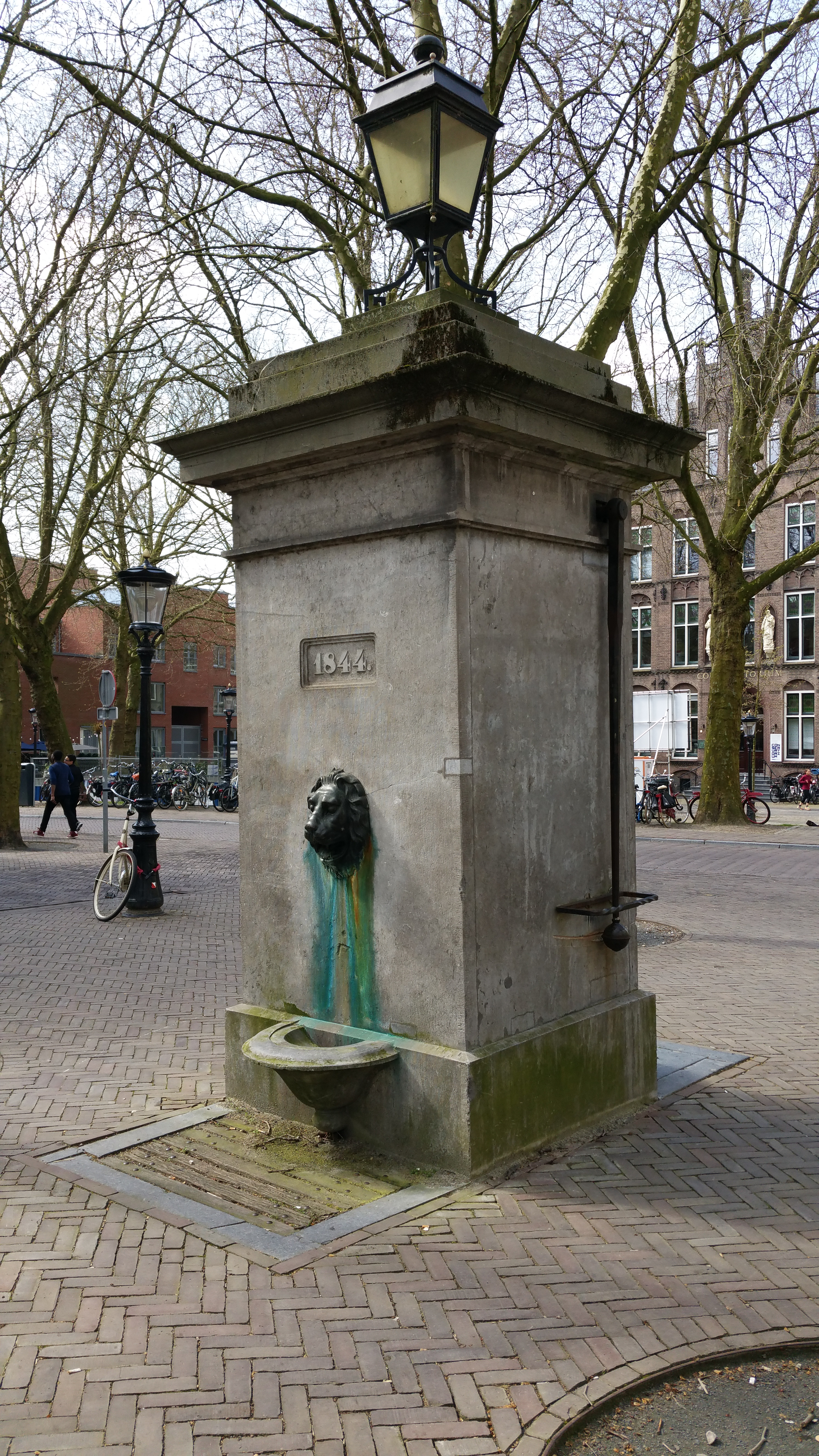
De Sint-Maria Pomp op de Mariaplaats

De Sint-Maria Pomp of Mariapomp is een voormalige openbare waterpomp in de Nederlandse stad Utrecht.
De pompopbouw is in 1844 op de Mariaplaats geplaatst en bestaat uit hardsteen met metalen elementen (zwengel, lantaarn en twee tuiten in de vorm van een leeuwenkop). Al ver voor die tijd werd er water gewonnen op en rond deze locatie en het water was befaamd. Tijdens de grote cholera-uitbraken in de jaren 1870 in de stad Utrecht was dit een van de weinige openbare pompen met schoon water. Niet lang daarna begon de aanleg van een drinkwatervoorziening door leidingen in Utrecht. De openbare pompen werden uiteindelijk gesloten en vele daarvan afgebroken. In 1931 werd de Mariapomp verwijderd maar in 1975 teruggeplaatst. Er kan geen water meer uit worden gehaald omdat (onder meer) de zwengel is vastgezet. De pomp is gewaardeerd als rijksmonument.